# 로스앤젤레스 아동병원

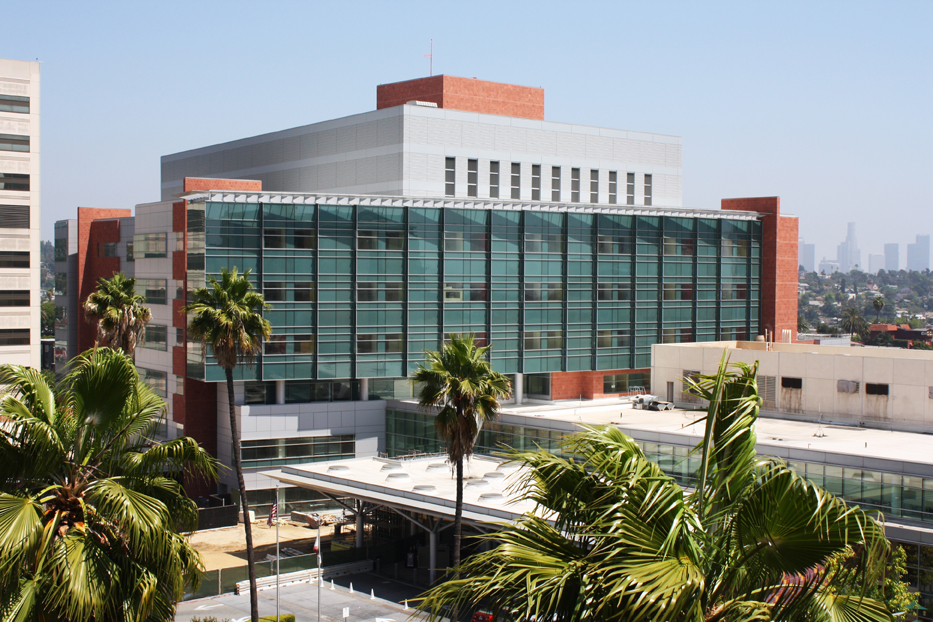
로스앤젤레스 아동병원

로스앤젤레스 아동병원(Children's Hospital Los Angeles)은 미국 캘리포니아주 로스앤젤레스에 위치한 아동병원이다. 매년 104,000명 이상의 어린이들에게 전문 치료를 하고 있다.

## 선셋 브리지
로스앤젤레스 아동병원은 국도 제66호선에 다리를 가진 유일한 미국의 아동 의료 기관이다.
| Sunset Bridge photos from Dedication Event | Campus photo featuring Sunset Bridge | Sunset Bridge crossing Route 66 |